# Alalu
De god Alalu of Alalus was in de Hurritische en Hittitische mythologie de koning van de hemel. Hij werd afgebeeld, gezeten op een troon. Zijn cultus lag rond 1900 voor onze jaartelling. Zijn naam wordt vernoemd op de koningslijsten. In de Hurritische mythologie was Anu een opvolger in de vorming van de kosmos, in de Hittitische was Anu zijn hoveling. Hij werd bij de Grieken als Hypsistos (de hoogste) geïdentificeerd.